# Barambo
Barambo是一家格魯吉亞糖果製造商，總部位於格魯吉亞納塔赫塔里
，於2009年成立。其名稱源自格魯吉亞語『香蜂花』。